# Kirrwiller
Kirrwiller é uma comuna francesa na região administrativa de Grande Leste, no departamento do Baixo Reno. Estende-se por uma área de 8,18 km². Em 2010 a comuna tinha 533 habitantes (densidade: 65,2 hab./km²).